# Al-Maghtas

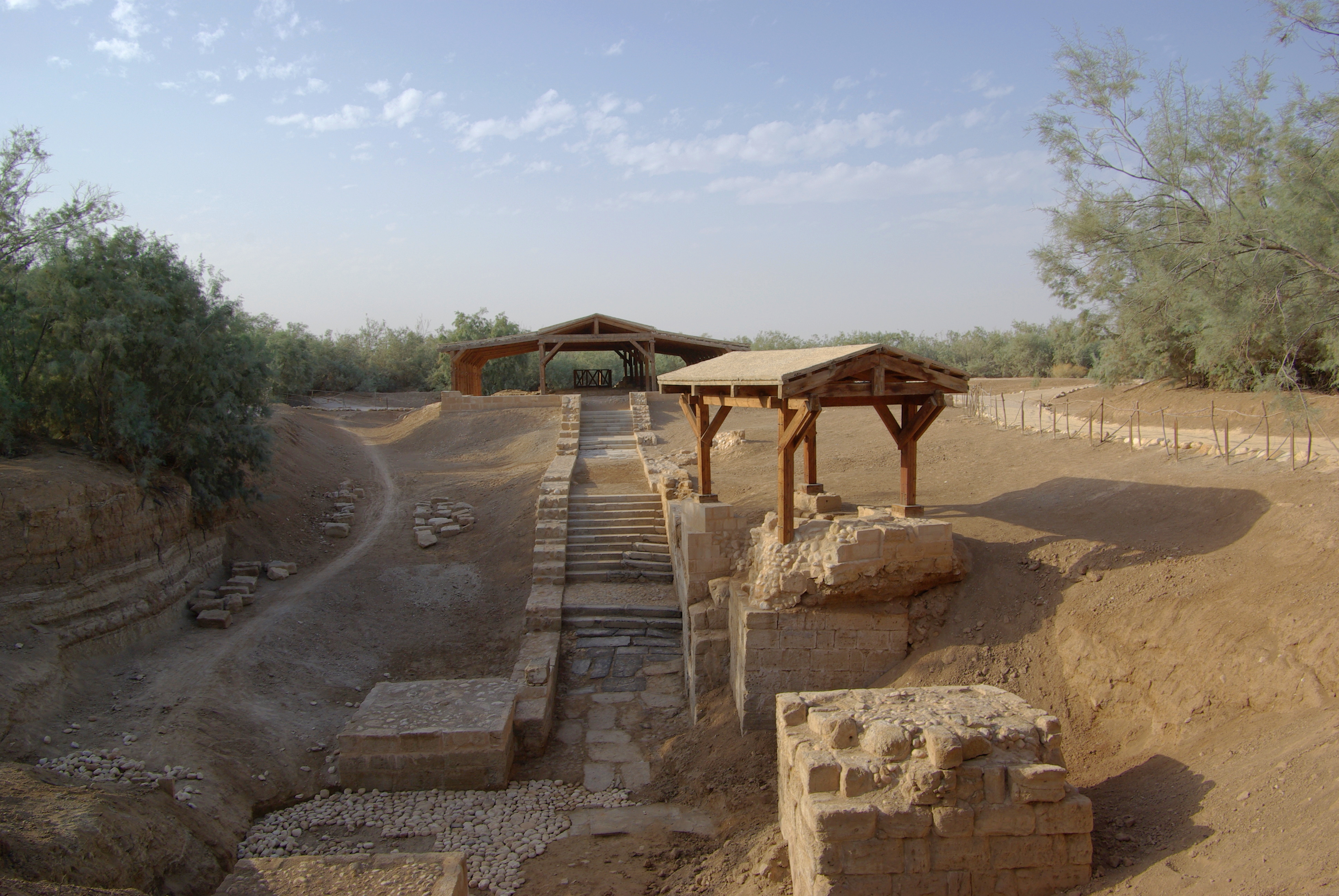
Die Taufstätte während der Ausgrabung ohne Wasser, November 2009

Al-Maghtas (arabisch المغطس, DMG al-maġṭas ‚die Taufstätte‘) ist eine archäologische Fundstätte in Jordanien. Der Ort wird offiziell als Taufstätte „Bethanien jenseits des Jordans“ (al-Maghtas) bezeichnet. 2015 wurde sie in das UNESCO-Weltkulturerbe in Jordanien aufgenommen. Das Gelände umfasst eine Wadi-Einmündung und den sogenannten Elijahügel am Ostufer des Flusses Jordan und eine Vielzahl von Fundstätten. Es liegt nahe einer antiken Straße, die Jerusalem über Jericho durch eine Furt im Jordan mit dem Transjordanland verband, wo die biblische Stätte Madaba, der Berg Nebo und der Königsweg lagen.
In dem Bereich soll die Taufe Jesu durch Johannes den Täufer stattgefunden haben. Spuren von entsprechender Verehrung finden sich seit der byzantinischen Zeit. Das Areal wird ebenso mit weiteren biblischen Überlieferungen verbunden, etwa der Jordanüberquerung der Israeliten im Vorfeld der Landnahme wie der Himmelfahrt des Propheten Elija.
Wegen der strategischen Lage war der Bereich bis 1994 gesperrt und vermint. Die Öffnung und Erschließung des symbolträchtigen Ortes in der Folge wurde in Jordanien wie im Ausland hochrangig unterstützt und beachtet.

## Lage

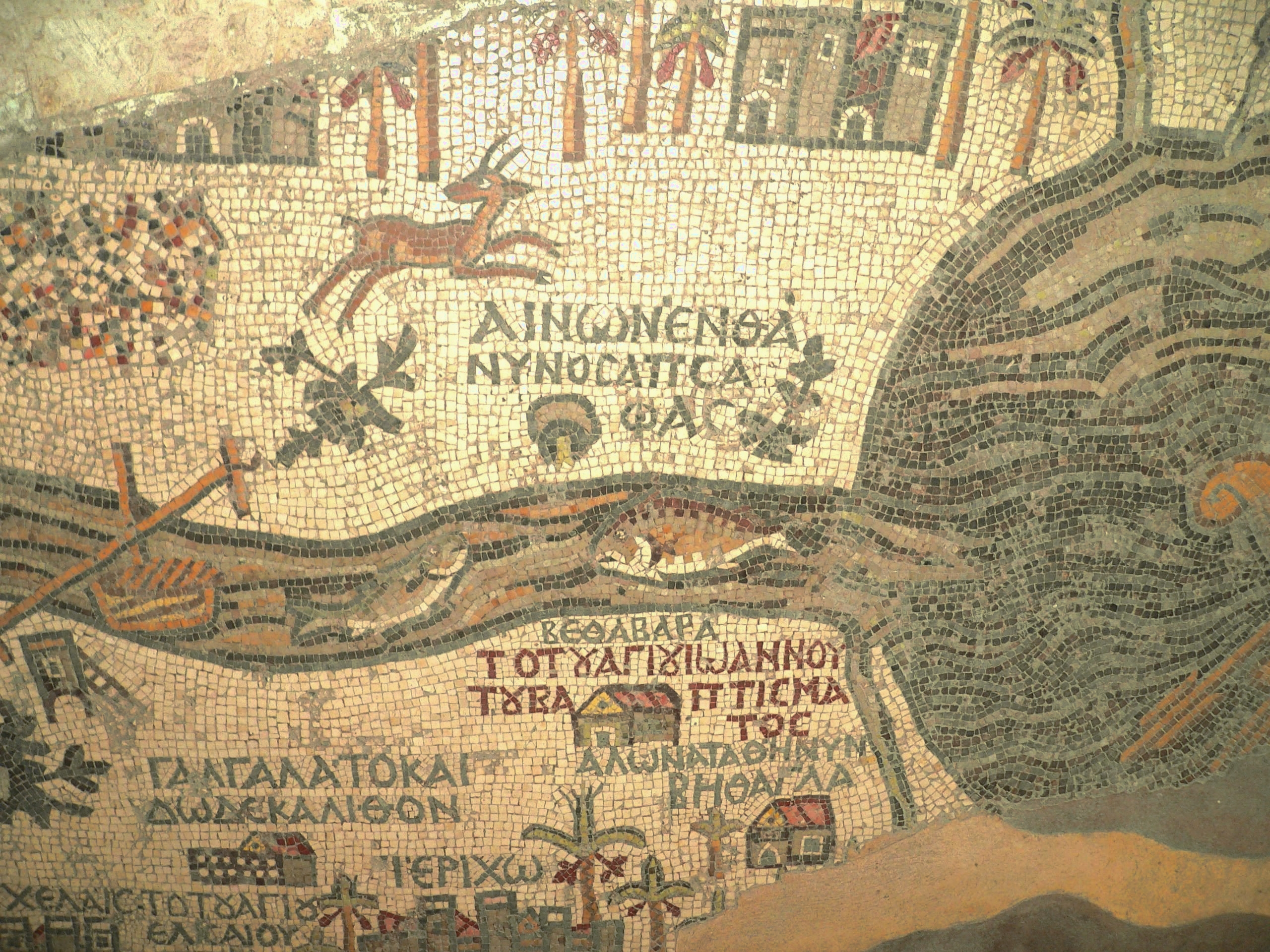
Mosaikkarte von Madaba, die Bethanien westlich des Jordan zeigt

Al-Maghtas liegt am Ostufer des Jordan, neun Kilometer nördlich des Toten Meeres und zehn Kilometer südöstlich von Jericho. Das denkmalgeschützte Gelände schließt zwei archäologische Stätten ein: Überreste des Klosters auf dem Hügel Jabal Mar-Elias (Elijahügel) und ein Gebiet am Fluss mit den Ruinen von Kirchen, die Johannes dem Täufer und der Taufe Jesu geweiht waren. Die beiden Stätten werden durch das Wadi Kharrar miteinander verbunden. Eine Reihe von Taufbecken und Wasserleitungen nutzen lokale Quellen, zugehörige Kirchen, Klöster und Pilgerunterkünfte weisen auf die lange Nutzung und Verehrung hin. Ein möglicher Auslöser war im Jahre 326 der Besuch der Helena, der Mutter des römischen Kaisers Konstantin im Heiligen Land. Die ursprüngliche Gedenkstätte war auf der Ostseite des Jordan, wurde aber im 6. Jahrhundert an die Westseite verlegt. Der Begriff al-Maghtas wurde früher für beide Flussseiten verwandt. Der Westteil, der auch als Qasr al-Yahud bekannt ist, und bereits touristisch erschlossen war, wurde aufgrund seiner archäologischen Werts ebenso im UNESCO-Antrag erwähnt, jedoch noch nicht in die Weltkulturerbestätte mit eingeschlossen.

## Geschichte
Nachdem al-Maghtas seit der frühen islamischen Periode verlassen worden war, hat es während des britischen Mandats wieder an Bedeutung gewonnen, als einige Kirchen am Westufer gebaut wurden.

Frontlinie beim Sechstagekrieg. Al Maghtas liegt direkt zwischen der modernen Straße zwischen Amman und Jerusalem und dem Toten Meer

Die Stätte wurde 1967 während des Sechs-Tage-Kriegs erneut verlassen, weil dort die Frontlinie verlief. Beide Uferzonen des Jordans waren stark vermint worden und militärische Sperrgebiete. Tauffeiern im Jordan fanden teilweise nur noch in Jardenit statt.
1994, nach der Unterzeichnung des Israelisch-jordanischen Friedensvertrags, führte der franziskanische Archäologe  Michele Piccirillo den jordanischen Prinzen Ghazi bin Muhammad durch die Gegend von El-Maghtas, wo sie auch römische Überreste fanden. Der Prinz setzte sich in der Folge für die Minenräumung und die weitere Entwicklung und archäologische wie touristische Erschließung ein. Grabungen wurden unter der Leitung von Mohammad Waheeb durchgeführt und unter anderem 1997 wichtige Funde gemacht. Die Grabungen wurden unter anderem vom Deutschen Evangelischen Institut für Altertumswissenschaft des Heiligen Landes sowie mit amerikanischen und finnischen Mitteln unterstützt.
Nach einem Besuch Johannes Pauls II. im Jahr 2000 haben auch seine Nachfolger die Taufstätte besucht. Im Jahr 2002 feierten Christen dort erstmals wieder die Taufe Christi, und seitdem pilgern Tausende von Christen allein zum Fest der Erscheinung des Herrn dorthin. Im gleichen Jahr, 2002, öffnete die Taufstätte ihre Tore für Besucher allgemein. 2015 ernannte die UNESCO al-Maghtas zur Weltkulturerbestätte.

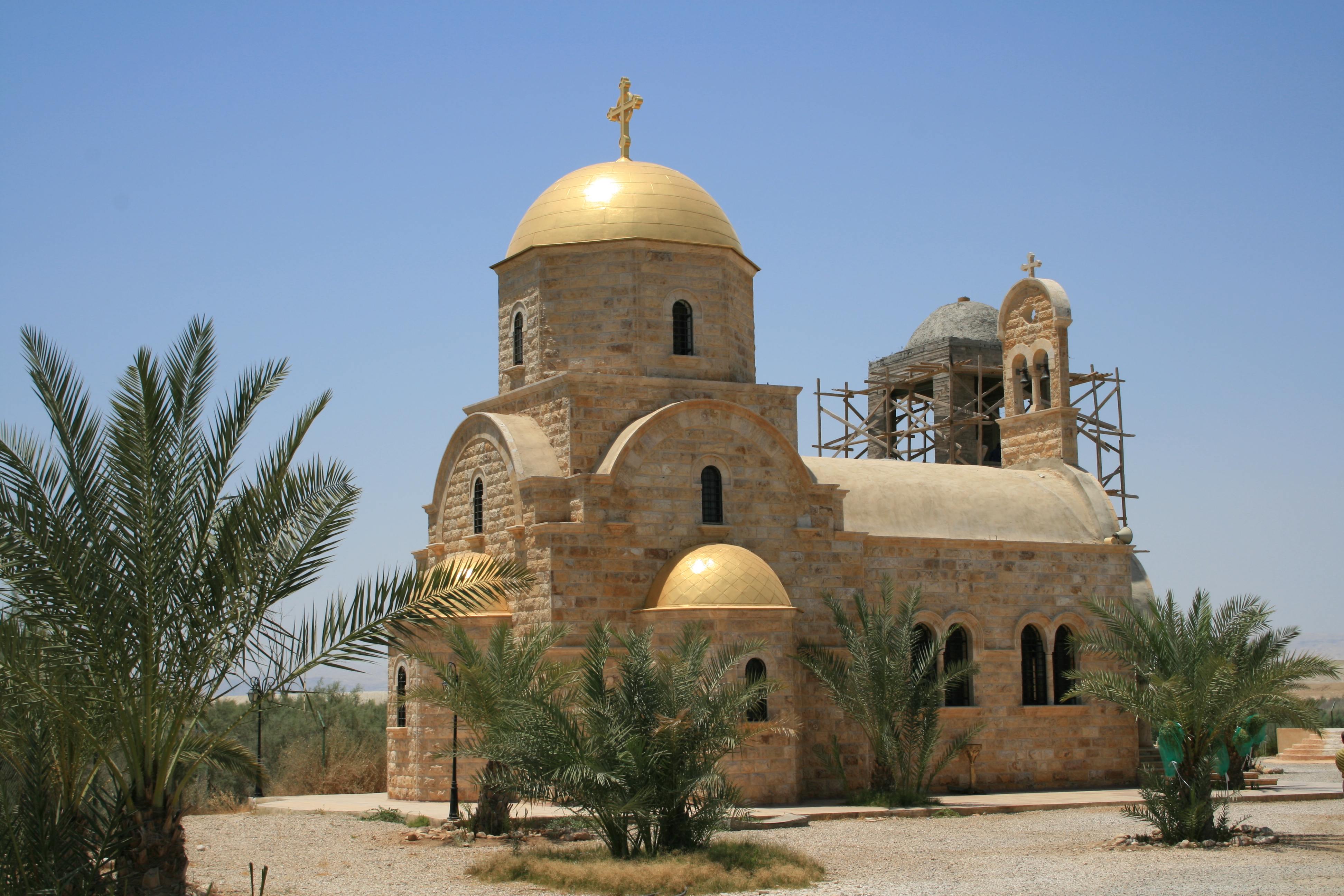
Neubau der Johannes

Heute steht das 3 km² große Gelände unter Denkmalschutz und wird von einer zusätzlichen 2,3 km² großen Pufferzone umgeben, auf der mehrere Neubauten errichtet wurden. Ein neu errichtetes großes russisches Pilgerhospiz, das Wladimir Putin 2012 besuchte, zeigt das Interesse der russisch-orthodoxen Kirche an der Taufstätte. Ebenso gibt es dort ein Konferenzzentrum und mehrere Kirchen unterschiedlicher Konfessionen.